# Consejo de la Juventud de Navarra
El Consejo de la Juventud de Navarra - Nafarroako Gazteriaren Kontseilua es una entidad de derecho público sin ánimo de lucro y con carácter autónomo. El fin último del Consejo es la representación de la juventud de la Comunidad Foral de Navarra, siendo sus grupos objetivos las personas jóvenes de entre 14 y 30 años y las asociaciones juveniles. El grueso de actividades del Consejo son de tipo representativo, de incidencia política, impulso de la participación juvenil y del asociacionismo. Las actividades se van adaptando a las necesidades concretas de cada momento a través del análisis y evaluaciones sobre las necesidades de las asociaciones y la juventud.

## Historia
El Consejo de la Juventud de Navarra nace a iniciativa del Parlamento de Navarra en el año 1986 para canalizar la participación de las personas jóvenes navarras. Desde entonces ha estado velando por los derechos e intereses de la juventud de una manera integral en una labor que ha cumplido 30 años.

## Áreas de Trabajo
- Igualdad
- LGTBI+
- Asociacionismo
- Socioeconomía
- Integración social
- Participación Política
- Educación formal
- Educación no formal
- Medio Ambiente
- Paz y Convivencia
- Internacional
- Unión Europea
- Salud
- Juventud rural

## Entidades Miembro
Cualquier asociación o plataforma juvenil puede formar parte del CJN-NGK. Actualmente hay aproximadamente 50 asociaciones juveniles participando con el Consejo, si bien, el CJN-NGK abre siempre sus actividades a toda persona, organismo o institución que esté interesada en participar.

## Órganos de gobierno
Su estructura reside sobre una Asamblea General que se reúne cada año, y en la que participan todos sus miembros, y cuyas funciones son el control de la tareas realizadas, el diseño de las líneas de trabajo y la elección de los miembros de la Comisión Permanente.
La Comisión Permanente es la encargada del trabajo diario del Consejo de la Juventud de Navarra, así como la coordinación de las Comisiones Especializadas y la representación del CJN ante las instituciones y demás órganos.
Las Comisiones Especializadas y las Mesas de Trabajo se encargan de preparar documentos y propuestas específicas. 

## Ámbito
El Consejo de la Juventud de Navarra trabaja en todo el territorio de la Comunidad Foral de Navarra. Teniendo en cuenta así las necesidades específicas de cada zona y de las personas jóvenes que allí residen.

## Red de Consejos
El Consejo de la Juventud de Navarra colabora con los Consejos de la Juventud del resto de comunidades autónomas. Los Consejos de la Juventud Locales de las diferentes zonas de Navarra, forman parte del CJN-NGK. A su vez, el CJN-NGK está integrado dentro del Consejo de la Juventud de España y del Youth Forum a nivel europeo.